# Gareth Barry
Gareth Barry (nascut a Hastings, East Sussex, Anglaterra, el 23 de febrer del 1981), és un futbolista anglès que actualment juga de defensa, mig o mig-defensiu a l'Everton FC de la Premier League anglesa. Barry, també juga per la selecció d'Anglaterra des del 2000.